# Warren Winslow

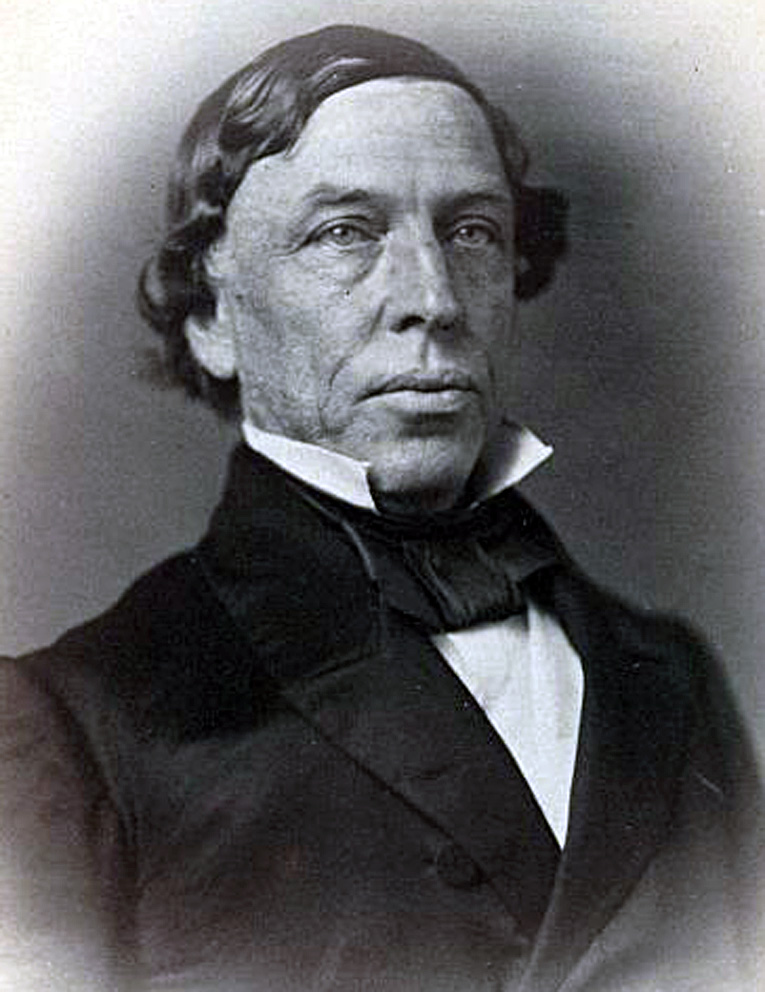
Warren Winslow (1859)

Warren Winslow (* 1. Januar 1810 in Fayetteville, North Carolina; † 16. August 1862 ebenda) war ein US-amerikanischer Politiker und der 33. Gouverneur des Bundesstaates North Carolina.

## Frühe Jahre und politischer Aufstieg
Warren Winslow absolvierte 1827 die University of North Carolina. Nach einem Jurastudium und seiner Zulassung als Rechtsanwalt praktizierte er in Fayetteville. Seine politische Laufbahn begann relativ spät. Im Jahr 1854 wurde er als Demokrat in den Senat von North Carolina gewählt. Dort wurde er gleich Speaker (Präsident) des Hauses. Nach der damaligen Verfassung entsprach dieser Posten dem erst 1868 eingeführten Amt des Vizegouverneurs. Als der amtierende Gouverneur David Settle Reid am 5. Dezember 1854 zurücktrat, um US-Senator in Washington, D.C. zu werden, fiel Winslow automatisch das Amt des Gouverneurs zu.

## Gouverneur und Kongressabgeordneter
Allerdings musste er nur knapp vier Wochen dieses Amt verwalten, um die Amtszeit Reids zu Ende zu bringen. Die neue Legislaturperiode begann am 1. Januar 1855, und mit Thomas Bragg war bereits ein neuer Gouverneur gewählt, der ab Januar seine Aufgaben übernahm. In den vier Wochen als Gouverneur konnte Winslow keine eigenen politischen Akzente setzen. Zwischen 1855 und 1861 vertrat Winslow seinen Staat im US-Repräsentantenhaus in Washington. Im Jahr 1861 war er noch Delegierter auf dem Kongress, der den Austritt North Carolinas aus der Union beschloss. Warren Winslow starb im August 1862, während des Bürgerkrieges.